# Jobba jämt
Jobba jämt var ett svenskt TV-program som sändes i SVT1 under 2006. Två jämställdhetskonsulter, Ann-Katrine Roth och Magnus Sjögren, besökte i varje avsnitt en arbetsplats och lade fram ett program för ökad jämställdhet. Programmets grundsyn var att alla människor borde vara feminister, vilket återspeglas i en enkät på programmets hemsida: "Är du feminist, fegis eller sexist?". 
I programmet besöktes exempelvis en Tysklandsfärja. I syfte att inte utestänga kvinnor menade konsulterna att ordet "sjöman" borde bytas ut mot "ombordanställd". När en klädbutik i kedjan KappAhl besöktes innebar konsulternas råd bland annat att kläderna i butiken inte nödvändigtvis måste placeras efter kön och att plagg kan marknadsföras mer obundet av kön. Butikschefen var tveksam till att klä manliga skyltdockor i kvinnokläder, vilket enligt konsulterna visade att hon var "otroligt fast i könstänkandet".
Ann-Kathrin Roth uttryckte innan programmet började sändas i en artikel i Jämsides att: "Det är ett nytt sätt att arbeta med jämställdhet, och förhoppningsvis kommer programmet att väcka debatt".

## Publicerad kritik
Jobba jämt och SVT har kritiserats av ledarskribent Maria Abrahamsson i Svenska Dagbladet  för att ha anammat föreställningen om att kvinnor är offer för manligt könsförtryck. Johan Hakelius menade i en kolumn att programmet var "en klasskomedi, där den nya ideologiska överklassen läxar upp folk med riktiga jobb".